# Sundance Film Festival 2017

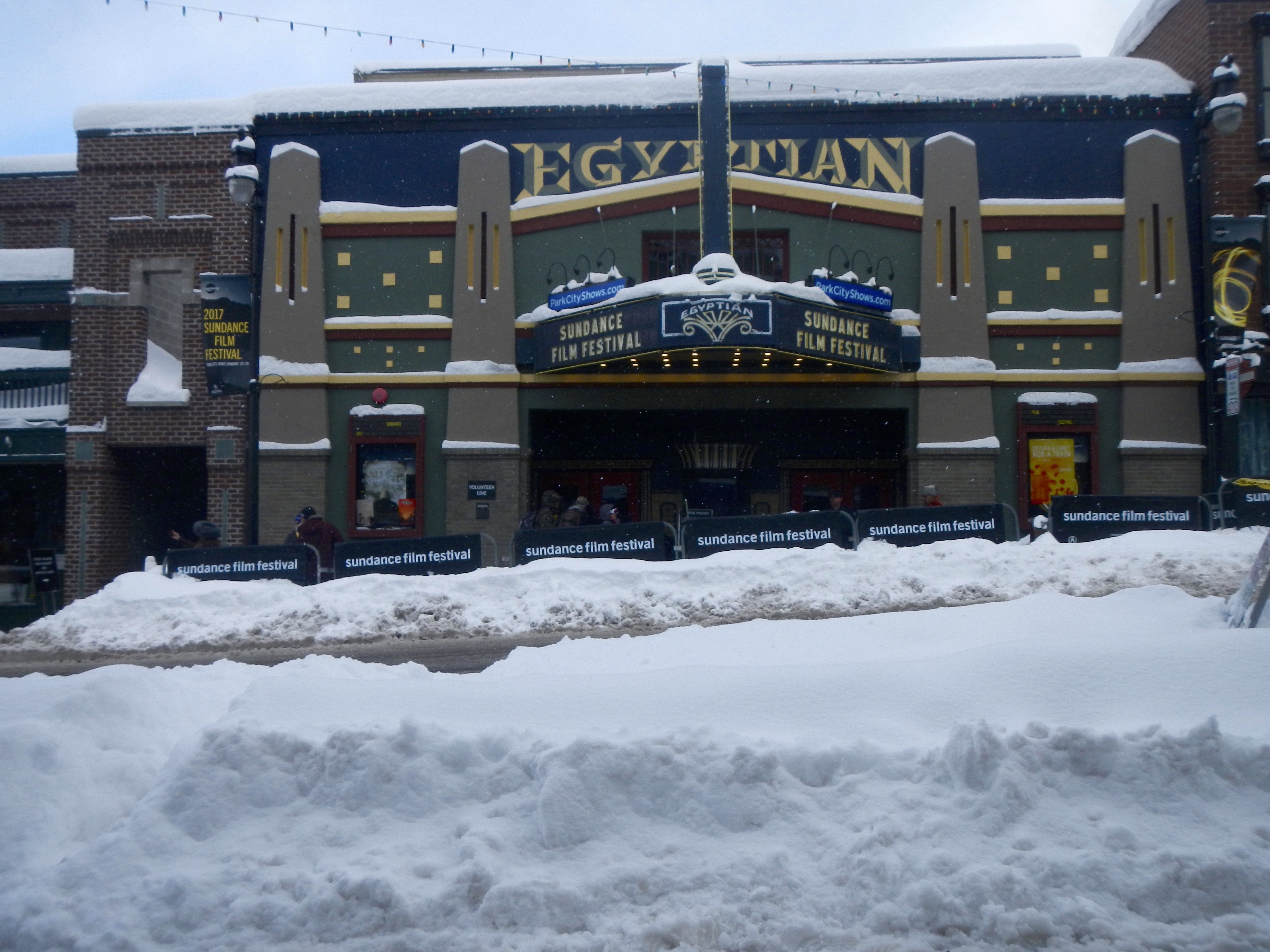
Il Mary G. Steiner Egyptian Theatre durante l'edizione 2017 del festival

Il Sundance Film Festival 2017 ha avuto luogo a Park City, Utah, dal 19 gennaio al 29 gennaio 2017.
Il programma dell'edizione è stato annunciato il 30 novembre 2016. Per la prima volta il festival segnala, attraverso l'etichetta "New Climate", tutti i film che affrontano il tema del cambiamento climatico e della tutela ambientale.

## Programma

### U.S. Dramatic
- Band Aid, regia di Zoe Lister-Jones
- Beach Rats, regia di Eliza Hittman
- Brigsby Bear, regia di Dave McCary
- Il codice del silenzio (Burning Sands), regia di Gerard McMurray
- Crown Heights, regia di Matt Ruskin
- Il destino di un soldato (The Yellow Birds), regia di Alexandre Moors
- Golden Exits, regia di Alex Ross Perry
- The Hero - Una vita da eroe (The Hero), regia di Brett Haley
- I Don't Feel at Home in This World Anymore, regia di Macon Blair
- Ingrid va a ovest (Ingrid Goes West), regia di Matt Spicer
- Landline, regia di Gillian Robespierre
- La scelta (Novitiate), regia di Maggie Betts
- Patti Cake$, regia di Geremy Jasper
- Roxanne Roxanne, regia di Michael Larnell
- Fino all'osso (To the Bone), regia di Marti Noxon
- Walking Out, regia di Alex & Andrew Smith

### U.S. Documentary
- Casting JonBenet, regia di Kitty Green
- Chasing Coral, regia di Jeff Orlowski
- City of Ghosts, regia di Matthew Heineman
- Dina, regia di Dan Sickles e Antonio Santini
- Dolores, regia di Peter Bratt
- The Force, regia di Pete Nicks
- ICARUS, regia di Bryan Fogel
- The New Radical, regia di Adam Bhala Lough
- NOBODY SPEAK: Hulk Hogan, Gawker and Trials of a Free Press, regia di Brian Knappenberger
- Quest, regia di Jonathan Olshefski
- STEP, regia di Amanda Lipitz
- Strong Island, regia di Yance Ford
- Trophy, regia di Shaul Schwarz e Christina Clusiau
- Unrest, regia di Jennifer Brea
- Water & Power: A California Heist, regia di Marina Zenovich
- Whose Streets?, regia di Sabaah Folayan e Damon Davis

### World Cinema Dramatic
- Axolotl Overkill, regia di Helene Hegemann
- Berlin Syndrome - In ostaggio (Berlin Syndrome), regia di Cate Shortland
- Carpinteros (Woodpeckers), regia di José María Cabral
- Don't Swallow My Heart, Alligator Girl!, regia di Felipe Bragança
- Family Life, regia di Alicia Scherson e Cristián Jiménez
- Free and Easy, regia di Jun Geng
- My Happy Family, regia di Nana Ekvtimishvili e Simon Gross
- La terra di Dio - God's Own Country (God's Own Country), regia di Francis Lee
- Omicidio al Cairo (The Nile Hilton Incident), regia di Tarik Saleh
- Pop Aye, regia di Kirsten Tan
- Sueño en otro idioma, regia di Ernesto Contreras
- The Wound, regia di John Trengove

### World Cinema Documentary
- The Good Postman, regia di Tonislav Hristov
- In Loco Parentis, regia di Neasa Ní Chianáin e David Rane
- It's Not Yet Dark, regia di Frankie Fenton
- Joshua: Teenager vs. Superpower, regia di Joe Piscatella
- Last Men in Aleppo, regia di Feras Fayyad
- Machines, regia di Rahul Jain
- Motherland, regia di Ramona Diaz
- Plastic China, regia di Jiu-liang Wang
- RUMBLE: The Indians Who Rocked The World, regia di Catherine Bainbridge
- Tokyo Idols, regia di Kyoko Miyake
- WINNIE, regia di Pascale Lamche
- The Workers Cup, regia di Adam Sobel

### Premieres
- Beatriz at Dinner, regia di Miguel Arteta
- Prima di domani (Before I Fall), regia di Ry Russo-Young
- The Big Sick - Il matrimonio si può evitare... l'amore no (The Big Sick), regia di Michael Showalter
- Chiamami col tuo nome (Call Me by Your Name), regia di Luca Guadagnino
- La scoperta (The Discovery), regia di Charlie McDowell
- Fun Mom Dinner, regia di Alethea Jones
- L'incredibile Jessica James (The Incredible Jessica James), regia di James C. Strouse
- Adorabile nemica (The Last Word), regia di Mark Pellington
- Manifesto, regia di Julian Rosefeldt
- Marjorie Prime, regia di Michael Almereyda
- Mudbound, regia di Dee Rees
- Il re della polka (The Polka King), regia di Maya Forbes
- Rebel in the Rye, regia di Danny Strong
- Rememory, regia di Mark Palansky
- La scomparsa di Sidney Hall (The Vanishing of Sidney Hall), regia di Shawn Christensen
- Where Is Kyra?, regia di Andrew Dosunmu
- Wilson, regia di Craig Johnson
- I segreti di Wind River (Wind River), regia di Taylor Sheridan

### NEXT
- Columbus, regia di Kogonada
- Dayveon, regia di Amman Abbasi
- Deidra & Laney Rob a Train, regia di Sydney Freeland
- Storia di un fantasma (A Ghost Story), regia di David Lowery
- Gook, regia di Justin Chon
- L.A. Times, regia di Michelle Morgan
- Lemon, regia di Janicza Bravo
- Menashe, regia di Joshua Z Weinstein
- Person to Person, regia di Dustin Guy Defa
- Amiche di sangue (Thoroughbreds), regia di Cory Finley

### Midnight
- 78/52, regia di Alexandre Philippe
- Bad Day for the Cut, regia di Chris Baugh
- Bitch, regia di Marianna Palka
- Bushwick, regia di Cary Murnion
- Killing Ground, regia di Damien Power
- Kuso, regia di Flying Lotus
- The Little Hours, regia di Jeff Baena
- XX, regia di Annie Clark, Karyn Kusama, Roxanne Benjamin e Jovanka Vuckovic

### Spotlight
- Colossal, regia di Nacho Vigalondo
- Frantz, regia di François Ozon
- Lady Macbeth, regia di William Oldroyd
- Look and See: A Portrait of Wendell Berry, regia di Laura Dunn e Jef Sewell
- Raw - Una cruda verità (Grave), regia di Julia Ducournau
- Sami Blood, regia di Amanda Kernell
- L'ora più bella (Their Finest), regia di Lone Scherfig

### Kids
- The Mars Generation, regia di Michael Barnett
- La mia vita da Zucchina (Ma vie de Courgette), regia di Claude Barras
- Red Dog: True Blue, regia di Kriv Stenders

## Giurie
- U.S. Documentary: Diego Buñuel, Julie Goldman, Robert Greene, Susan Lacy, Larry Wilmore
- U.S. Dramatic: Gael García Bernal, Peter Dinklage, Jody Hill, Jacqueline Lyanga, Jeannine Oppewall
- World Cinema Documentary: Carl Spence, Marina Stavenhagen, Lynette Wallworth
- World Cinema Dramatic: Nai An, Sônia Braga, Athīna Rachīl Tsaggarī
- Shorts Film: Shirley Kurata, David Lowery, Patton Oswalt
- Premio Alfred P. Sloan: Heather Berlin, Tracy Drain, Nell Greenfieldboyce, Nicole Perlman, Jennifer Phang

## Premi
- Grand Jury Prize: Dramatic – I Don't Feel at Home in This World Anymore di Macon Blair
- Directing Award: Dramatic – Eliza Hittman per Beach Rats
- Waldo Salt Screenwriting Award – Matt Spicer e David Branson Smith per Ingrid va a ovest (Ingrid Goes West)
- U.S. Dramatic Special Jury Award for Breakthrough Performance – Chanté Adams per Roxanne Roxanne
- U.S. Dramatic Special Jury Award for Breakthrough Director – Maggie Betts per La scelta (Novitiate)
- U.S. Dramatic Special Jury Award for Cinematography – Daniel Landin per Il destino di un soldato (The Yellow Birds)
- Grand Jury Prize: Documentary – Dina by Dan Sickles e Antonio Santini
- Directing Award: Documentary – Peter Nicks per The Force
- U.S. Documentary Orwell Award - ICARUS di Bryan Fogel
- U.S. Documentary Special Jury Award for Editing – Kim Roberts e Emiliano Battista per Unrest
- U.S. Documentary Special Jury Award for Storytelling – Yance Ford per Strong Island
- U.S. Documentary Special Jury Award for Inspirational Filmmaking – Amanda Lipitz per STEP
- World Cinema Grand Jury Prize: Dramatic – Omicidio al Cairo (The Nile Hilton Incident) di Tarik Saleh
- World Cinema Directing Award: Dramatic – Francis Lee per La terra di Dio - God's Own Country (God's Own Country)
- World Cinema Dramatic Special Jury Award for Screenwriting – Kirsten Tan per Pop Aye
- World Cinema Dramatic Special Jury Award for Cinematic Visions – Geng Jun perFree and Easy
- World Cinema Dramatic Special Jury Award for Cinematography – Manuel Dacosse per Axolotl Overkill
- World Cinema Jury Prize: Documentary – Last Men in Aleppo per Feras Fayyad
- World Cinema Directing Award: Documentary – Pascale Lamche per WINNIE
- World Cinema Documentary Special Jury Award for Masterful Storytelling – Catherine Bainbridge e Alfonso Maiorana per RUMBLE: The Indians Who Rocked The World
- World Cinema Documentary Special Jury Award for Best Cinematography – Rodrigo Trejo Villanueva per Machines
- World Cinema Documentary Special Jury Award for Editing – Ramona S. Diaz per Motherland
- Audience Award: Dramatic – Crown Heights di Matt Ruskin
- Audience Award: Documentary – Chasing Coral di Jeff Orlowski
- World Cinema Audience Award: Dramatic – I Dream in Another Language di Ernesto Contreras
- World Cinema Audience Award: Documentary – Joshua: Teenager vs. Superpower di Joe Piscatella
- Best of NEXT Audience Award – Gook di Justin Chon
- Alfred P. Sloan Prize – Marjorie Prime di Michael Almereyda